# Павлович, Эдуард Бонифаций

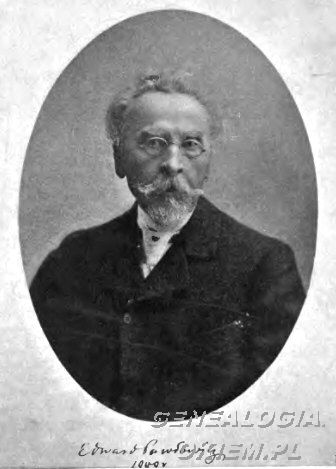
Эдуард Павло́вич. Фото начала XX века.

Эдуард Бонифаций Павло́вич (пол. Edward Pawłowicz, бел. Эдвард Паўловіч, лит. Eduardas Bonifacas Paulavičius; 7 июня 1825, Тургели Виленской губернии (ныне Шальчининкского района, Вильнюсского уезда, Литвы) — 10 февраля 1909, Львов, Австро-Венгрия) — польско-литовско-белорусский художник-портретист и пейзажист, общественный деятель, мемуарист и просветитель. Участник польского восстания 1863 года.

## Биография
Представитель шляхетского рода герба Ясенчик.
Детство провел на Новогрудчине, учился в Жировицах, Слониме и Слуцке.
Первые уроки рисования получил в Вильно на частных уроках у Канута Русецкого и Александра Рыпинского.
Продолжил обучение в Императорской академии художеств в Санкт-Петербурге, которую окончил в 1853 году. Затем несколько лет провёл в поедках по Западной Европе.
С 1859 года преподавал в Новогрудской гимназии, в 1860 году основал здесь воскресную школу и самодеятельный театр, сотрудничал с рядом газет.
Активный участник польского восстания 1863 года. За участие в восстании 1863—1864 годов был арестован и сослан в глубь Российской империи.
В 1867 году вернулся в Новогрудок. Затем уехал в Австро-Венгрию и поселился в 1870 году во Львове, где занимался подготовкой и изданием каталогов фондов музея Любомирских.
Написал несколько книг воспоминаний, среди которых наиболее известны «Wspomnienia znad Wilii i Niemna. Studya, podróże» Львов, 1883) и «Wspomnienia: Nowogródek, więzienie, wygnanie» (Львов, 1887), а также работу по теории живописи. Помещал статьи в газетах Австро-Венгрии и России, в том числе, «Gazeta Lwowska» и виленской «Kurier Litewski».